# Bomba (Italia)
Bomba (Bòmme in abruzzese) è un comune italiano di 691 abitanti della provincia di Chieti in Abruzzo.

## Origini del nome
Alcuni (De Giovanni) sostengono che il nome del paese deriverebbe da una voce latina, a sua volta di origine onomatopeica, che starebbe a significare ronzio o rombo, in quanto in epoca romana nei pressi si sarebbe trovata una cascata che provocava un caratteristico rumore rimbombante nella vallata.
Il dizionario della UTET riferisce il termine bomba al significato di "bevanda", vedi il calabrese mbumba, o l'altra voce onomatopeica infantile bumba).
A proposito del nome, come ha raccontato anche Roberto Vecchioni nella trasmissione televisiva Le parole della settimana  Bomba avrebbe dato origine all'espressione "torniamo a Bomba" (per "riprendiamo il discorso dal punto in cui era stato interrotto"): tale espressione sarebbe stata utilizzata, per la prima volta, in un passo di un'orazione parlamentare di Silvio Spaventa, che, più volte interrotto dai colleghi, nel momento in cui si stava riferendo al suo paese natale, l'avrebbe pronunciata con viva esclamazione. Tuttavia, il modo di dire esisteva già fino dal medioevo, e fa riferimento alla "bomba" come luogo franco del gioco del nascondino.

## Storia
La prima citazione storica di Bomba risale a delle pergamene ora nella Curia arcivescovile di Chieti inerenti tasse ecclesiastiche nel XII secolo.

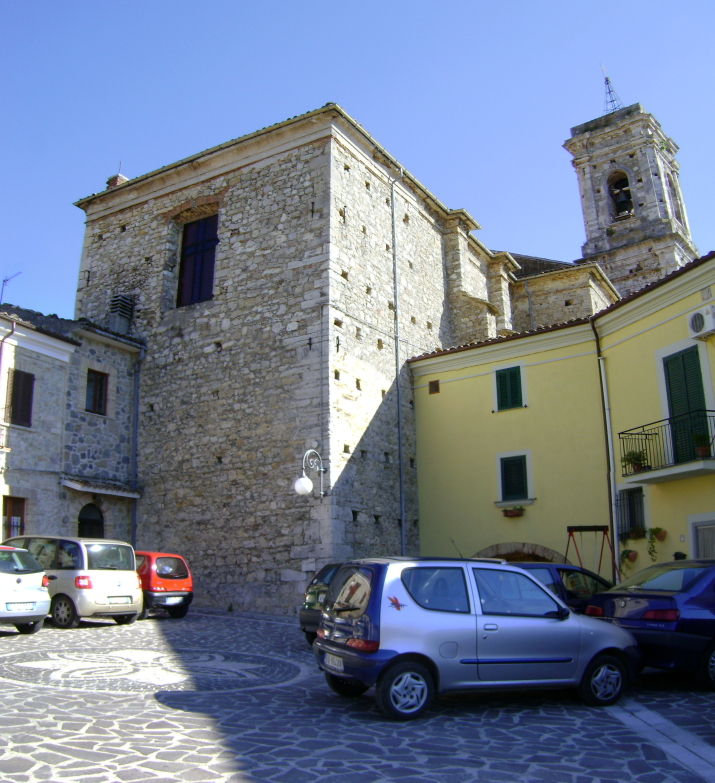
Il retro della chiesa di Santa Maria del Popolo con la piazzetta.

Nel 1269, Carlo d'Angiò donò Bomba, insieme a Chieti e a molti paesi della vallata del Sangro e del circondario, a Ranulfo di Courtenay.
Durante il censimento per la tassa del focatico, istituita da Alfonso V d'Aragona, si contarono a Bomba 79 fuochi, che equivalevano a 400 abitanti circa. Nel Cinquecento i fuochi erano divenuti 121 (per 600 abitanti circa). Feudatario di questo periodo era il filofrancese Giovanni Maria Annechino, che perse successivamente il proprio feudo non avendo voluto giurare fedeltà ai vincitori spagnoli. Il feudo fu quindi concesso a Giovanni Genovoyx, signore di Chalem.
In seguito passò a Giovan Battista Marino e da questi, nel 1631, al figlio Vincenzo. Morto quest'ultimo senza eredi il feudo ritornò al regio demanio e venne acquistato prima dai frati domenicani di Roma e poi da Giuseppe Caravita per conto del cardinale Carlo Pio di Savoia. In seguito passò al figlio di Giuseppe, Nicola Caravita, e nel 1699 fu acquistato dal marchese Tommaso Adimari, la cui famiglia lo mantenne fino alla fine del feudalesimo.
La popolazione era calata a 61 fuochi (cioè circa 300 abitanti).
Nel 1866 Bomba ebbe 4 deputati al Parlamento del Regno d'Italia. Nel 1817 e nel 1822 nacquero a Bomba i fratelli Bertrando e Silvio Spaventa, noti patrioti e intellettuali italiani, parenti inoltre della famiglia Croce di Montenerodomo. Silvio si batté per la causa abruzzese nel risorgimento italiano, e in un suo discorso rese nota la battuta "ritorniamo a bomba" per riprendere il filo di un discorso.
Nel 1908 fu costruita l'illuminazione elettrica.

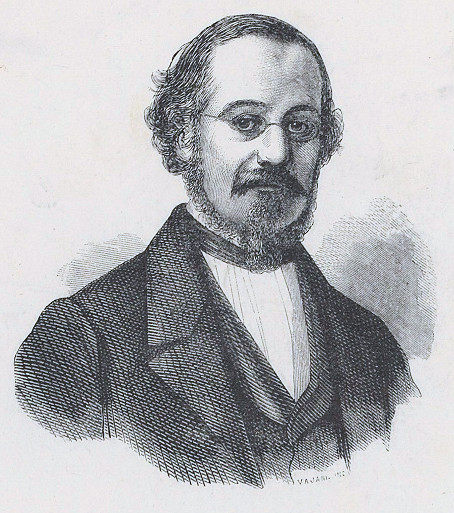
Silvio Spaventa: patriota italiano nato con il fratello Bertrando nel Palazzo Spaventa.

All'inizio del Novecento furono costruiti degli acquedotti per l'impianto idrico.
Nei primi anni della seconda guerra mondiale, tra il 1940 e 1943, Bomba fu uno dei comuni dell'Abruzzo ad essere designato dalle autorità fasciste come luogo di internamento civile per profughi ebrei stranieri presenti in Italia. Gli internati furono 18, uno dei gruppi più numerosi nella provincia di Chieti. Dopo l'8 settembre 1943, nonostante la presenza nella zona di truppe tedesche, tutti gli ex-internati riuscirono a sfuggire agli arresti e alle deportazioni, nascondendosi o dandosi alla fuga, raggiungendo le località già liberate dell'Italia meridionale.
Bomba subì perdite durante il passaggio del fronte, ma non gravi danni per via dei bombardamenti (se non la distruzione della chiesa di San Mauro), visto che il fronte era spostato più a ovest, presso il fiume Aventino nella "linea Gustav". Nel 1957 il fiume Sangro fu deviato per la costruzione di un lago artificiale sotto Bomba, usato come risorsa idroelettrica; successivamente negli anni è diventato anche fonte di turismo.
Negli anni sessanta il paese iniziò a perdere drasticamente parte della popolazione per via del fenomeno migratorio, fenomeno che si verificò anche nei paesi limitrofi. Un calo dell'emigrazione si ebbe qualche anno più tardi con l'installazione del polo industriale Honda-Sevel, ad Atessa, e con la costruzione della strada statale 652 di Fondo Valle Sangro, che passava proprio sotto il paese, rendendo più facili i collegamenti in automobile. Tuttavia, la costruzione della statale nel tratto di Bomba fu segnata da incidenti e nel 1973 da un grave dissesto idrogeologico, che fece franare un pezzo di strada nella zona di Colledimezzo. Un altro tratto di strada, per problemi d'instabilità del terreno, fu lasciato incompiuto nei dintorni di Valle Cupa, come ancora oggi si può vedere.
In epoca recente, dagli anni novanta in poi, Bomba ha convertito la sua economia, prevalentemente agricola, nel settore terziario e nel turismo, facendo perno sui monumenti del centro storico, sulle figure di Bertrando e di Silvio Spaventa e sul lago artificiale.

### Simboli

La bandiera comunale

Lo stemma comunale è stato concesso con decreto del presidente della Repubblica del 28 luglio 2005.
(D.P.R. 28.07.2005)
Il gonfalone è un drappo di giallo.

## Monumenti e luoghi d'interesse

### Architetture religiose

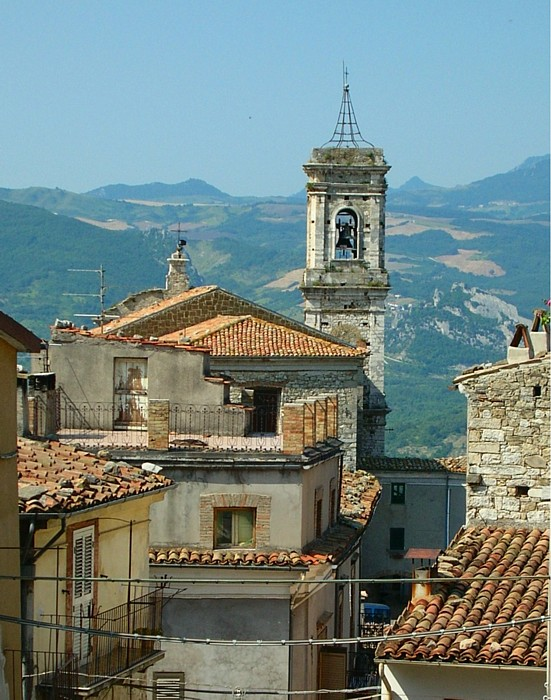
La chiesa di Santa Maria del Popolo.

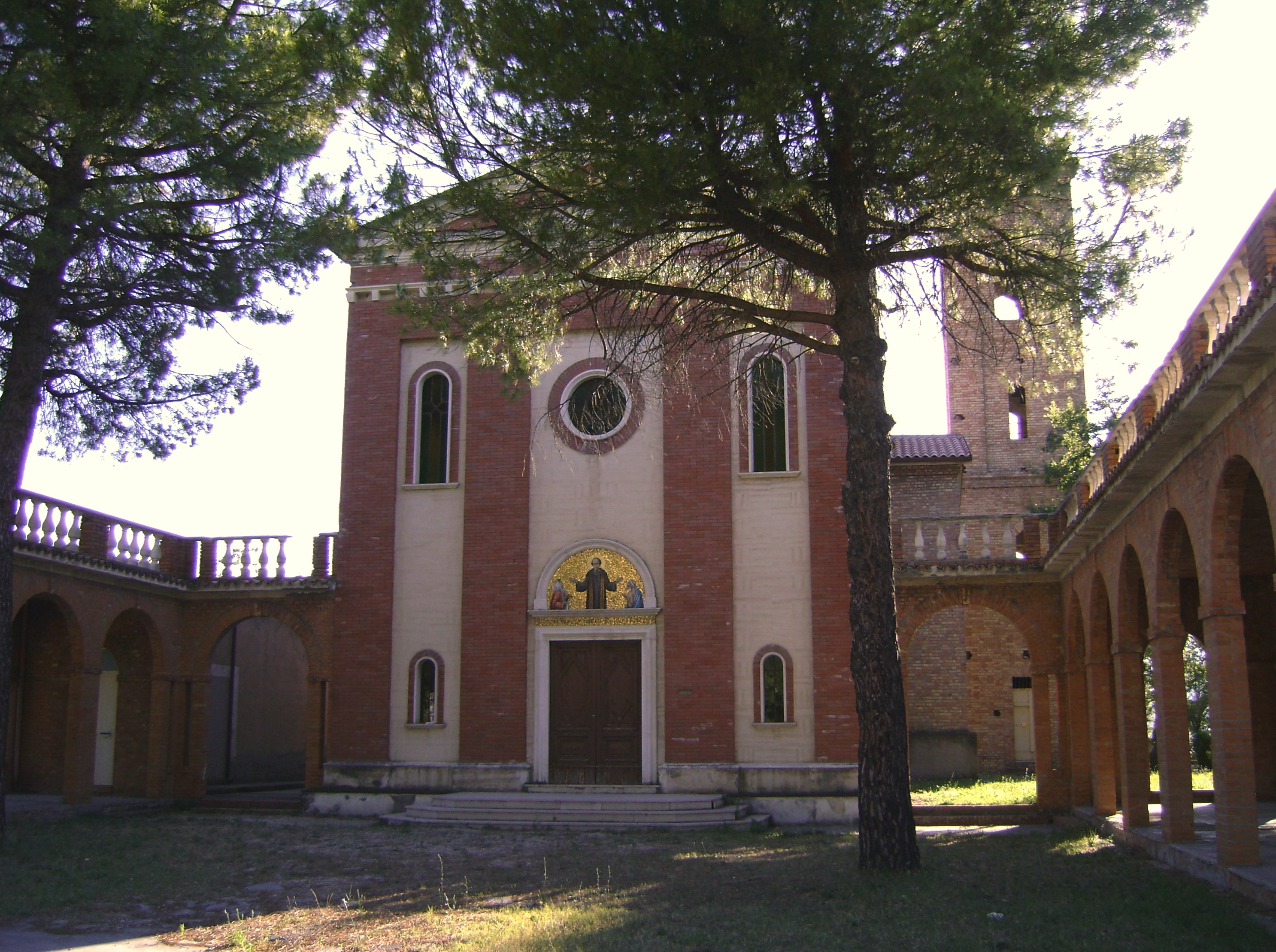
La chiesa di San Mauro.

- Chiesa parrocchiale di Santa Maria del Popolo: si trova nel centro storico in posizione dominante. In origine era la cappella dei signori del castello, oggi scomparso, presso il piano della Torre. La struttura attuale appartiene alla riedificazione settecentesca dell'edificio; nel prospetto laterale possiede un portale del 1742, mentre la facciata è preceduta da un panoramico sagrato. Il campanile è una torre con la sommità ornata da una gabbia metallica per le campane dell'ora. La facciata è piuttosto sobria, nello stile settecentesco tardobarocco. L'interno è a croce greca con abside allungata decorata da coro ligneo in noce, opera di Domenico De Simone da Agnone.
 Gli stucchi sono di Carlo Piazzoli e Alessandro Terzani, attivi anche a Lanciano, mentre le tele sono di Ludovico De Maio, pittore lombardo che ebbe commissioni anche a Chieti.
- Santuario di San Mauro Abate: si trova a valle, sotto il centro, ed è una ricostruzione degli anni '50 di uno più vecchio del XVII secolo, distrutto nella seconda guerra mondiale. Il progetto è dell´Arch. Dott. Alessio Mancini di Roma. San Mauro è molto venerato nella zona per via di miracolose guarigioni; la chiesa è stata ricostruita in uno stile romanico posticcio, con una facciata a tonalità rosso porpora e bianco latte, scandita da paraste e da un rosone che sovrasta un portale romanico con lunetta a mosaico. Il campanile è l'unico elemento originale, a pianta turrita con cuspide conica. Un sagrato precede l'accesso, composto da due portici laterali con arcate. L'interno a navata unica è molto semplice, che ricorda il barocco sobrio settecentesco.
- Chiesa di Sant'Anna : piccola chiesa periferica del centro, che si trova sulla via omonima. Ha aspetto settecentesco di un tempio a capanna, con sobria facciata ornata da un finestrone, e interno a navata unica stuccato. Questa piccola chiesa si trova in un'ansa alla periferia del paese.
- Chiesa di Santa Maria del Sambuco : chiesa del 1649 costruita per un'apparizione mariana presso una pianta di sambuco, molto copiosa nella zona, da cui il nome della contrada. La chiesa è stata restaurata nel 1967, in modo da apparire a tratti moderna, e di interesse ha un quadro dell'apparizione mariana, e una statua dedicata alla Vergine. Questa piccola chiesa si trova nella frazione di Sambuceto sulle alture.
- Chiesa di San Rocco : chiesetta costruita presso un antico convento. Ha un esterno romanico gotico e l'interno a navata unica con due cappelle. Questa piccola chiesa si trova nella frazione di Vallecupa, a nord del comune.
- Chiesa di San Mauro fuori le mura: costruita nel XIII secolo, custodisce le sepolture degli ultimi marchesi che governarono la città nel XVIII secolo[13].
- Chiesa di Sant'Antonio Abate: si trova in località Sant'Antonio, e risale al 1526 costruita per volere del barone Antonio Annechino, usata per i pellegrini e i pastori transumanti nel percorso del fiume Sangro. La chiesa è stata ristrutturata nel 1777 e ha un aspetto di semplice cappella: facciata romanica con coronamento del timpano curvo; il portale a tutto sesto ha una statua di San Nicola presso la lunetta; l'interno è a navata unica con due pale d'altare laterali: l'Assunta e Sant'Antonio di Padova. Questa vecchia chiesa si trova in un campo nella parte bassa del villaggio.

### Musei ed architettura civile
- Museo Etnografico di Bomba, Ubicato in via Roma e fondato nel 1990, il museo si sviluppa in sei stanze che riproducono la tipica abitazione contadina della zona e nelle quali vengono raccolti gli antichi strumenti utilizzati per millenni nella vita quotidiana delle popolazioni locali[14].

- Borgo di Sant'Antonio al Ponte, sito nel punto in cui il fiume Sangro forma un guado e dove venne costruito un ponte a pedaggio[15].
- Mura urbane e porte, forse risalenti al XII secolo. Una delle porte fu rimaneggiata nel XVIII secolo, mentre altre sono danneggiate dal passare del tempo o scomparse lasciando solo tracce.[16] Un supportico conduce dalla piazza centrale al centro storico: si accede tramite un arco a tutto sesto sui cui stipiti è presente l'iscrizione VB, che indicherebbe Universitas Bumbae[16].
- Palazzo Spaventa, realizzato probabilmente nel XIX secolo[17]. Si trova in via Casa Spaventa e vi nacquero i fratelli Bertrando e Silvio Spaventa.
- Palazzo Scotto, realizzato nel XVIII secolo[18].
- Palazzo Nasuti, presenta soffitti a volta in parte affrescati[19].

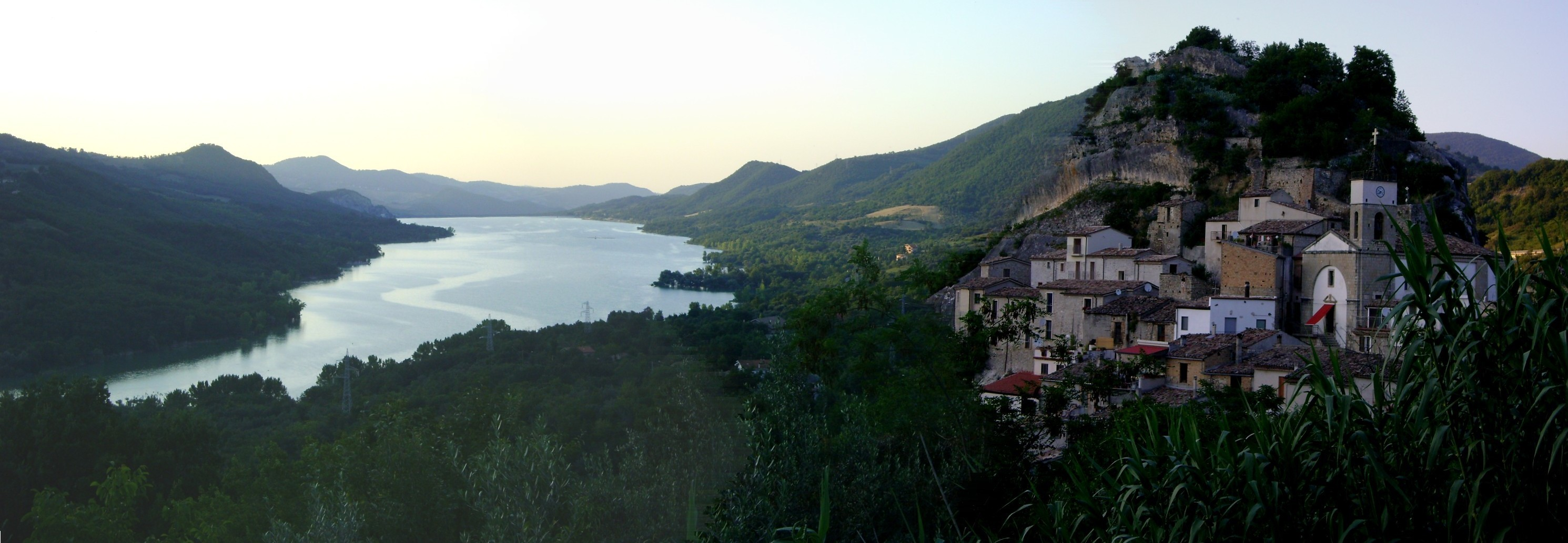
Veduta del lago di Bomba dal paese di Pietraferrazzana.

- Caserma dei carabinieri, edificata nella seconda metà dell'Ottocento[20].
- Palazzo comunale in piazza Matteotti, realizzato nel XIX secolo[21].
- Palazzo baronale, di origine forse cinquecentesca XVI secolo[22].
- Palazzo Magazieno, poco fuori della cinta muraria e in rovina[23].

### Sito archeologico di Monte Pallano
Sopra il Monte Pallano, al confine con Tornareccio e Atessa, si trovano le Mura Ciclopiche del sito di Pallanum, recuperate negli anni '90 per un parco archeologico attrezzato.

### Altri monumenti e luoghi
- Monumento a Silvio Spaventa: statua realizzata da Adolfo Laurenti nel 1898, situata in Piazza Matteotti. Ha forme classiche monumentali dell'Ottocento.
- Monumento ai caduti, realizzato nel 2000 da Luciano Caravaggio e rappresenta una corda che esce da una roccia. Vi sono i nomi di 37 caduti nella seconda guerra mondiale più 3 caduti civili di Bomba o originari di Bomba, ed inoltre i nomi di altri 3 caduti in altre guerre[24].
- Lago di Bomba: bacino lacustre artificiale realizzato nel 1957 deviando il corso del Sangro. Si trova proprio sotto Bomba e recentemente è stato attrezzato per il turismo a tema.
- Belvedere sul Sangro e sul lago di Bomba.
- Fontana di Sambuceto, nella frazione Sambuceto, costruita nel XIX secolo come abbeveratoio e lavatoio[25].

## Società

### Evoluzione demografica
Abitanti censiti

## Amministrazione
| Periodo        | Periodo        | Primo cittadino  | Partito                                                            | Carica  | Note   |
| -------------- | -------------- | ---------------- | ------------------------------------------------------------------ | ------- | ------ |
| 23 aprile 1995 | 13 giugno 2004 | Nicola Passerini | Lista civica di centro-destra (1995-1999) Lista civica (1999-2004) | Sindaco | [ 27 ] |
| 14 giugno 2004 | 7 giugno 2009  | Raffaele Nasuti  | Lista civica                                                       | Sindaco | [ 27 ] |
| 8 giugno 2009  | 25 maggio 2014 | Donato Di Santo  | Lista civica di centro-destra Bomba protagonista                   | Sindaco | [ 27 ] |
| 26 maggio 2014 | 25 maggio 2019 | Donato Di Santo  | Lista civica di centro-destra Bomba protagonista                   | Sindaco | [ 27 ] |
| 26 maggio 2019 | 9 giugno 2024  | Raffaele Nasuti  | Lista civica Bomba prospettiva comune                              | Sindaco | [ 27 ] |
| 9 giugno 2024  | in carica      | Raffaele Nasuti  | Lista civica Bomba prospettiva comune                              | Sindaco | [ 27 ] |

### Altre informazioni amministrative
Precedentemente parte della comunità montana Valsangro, il comune è accorpato alla Comunità montana sangro-vastese.

## Sport
Bomba dispone di un campo sportivo e di una piscina di fronte al santuario di San Mauro Abate.